# YIMBY
El acrónimo YIMBY (en inglés: Yes in my backyard) se refiere a la consigna «¡Sí, en mi patio!». Es un movimiento en favor del desarrollo local en contraste y oposición al fenómeno NIMBY. Se refiere a un movimientos que buscan darle solución a problemas habitacionales en ciudades con precios prohibitivos.
Los YIMBY sostienen que los proyectos de desarrollo traen beneficios como mayor empleo, ingresos fiscales, menores costos marginales por desarrollo remoto, seguridad y beneficios ambientales. Los defensores del desarrollo pueden acusar a los Nimby de egoísmo, elitismo y racismo. Los YIMBY han señalado que la oposición política a los proyectos de vivienda ha provocado un aumento de los alquileres, lo que priva de acceso a la vivienda a grupos no propietarios como los migrantes y los jóvenes. Las regulaciones estrictas sobre el uso de la tierra son un factor importante de la segregación racial en la vivienda en países como Estados Unidos. Es más probable que las comunidades blancas tengan regulaciones estrictas sobre el uso de la tierra (y es más probable que los blancos apoyen esas regulaciones).